# Paso Real, Guerrero
Paso Real är en ort i Mexiko.   Den ligger i kommunen Coyuca de Benítez och delstaten Guerrero, i den södra delen av landet, 280 km söder om huvudstaden Mexico City. Paso Real ligger 93 meter över havet och antalet invånare är 240.
Terrängen runt Paso Real är huvudsakligen kuperad, men norrut är den bergig. Runt Paso Real är det ganska glesbefolkat, med 25 invånare per kvadratkilometer. Närmaste större samhälle är Coyuca de Benítez, 9,1 km söder om Paso Real. I omgivningarna runt Paso Real växer i huvudsak lövfällande lövskog.